# Telebasis gigantea
Telebasis gigantea är en trollsländeart som beskrevs av Daigle 2002. Telebasis gigantea ingår i släktet Telebasis och familjen dammflicksländor. Inga underarter finns listade i Catalogue of Life.